# Skulpturparken Een Zee van Staal

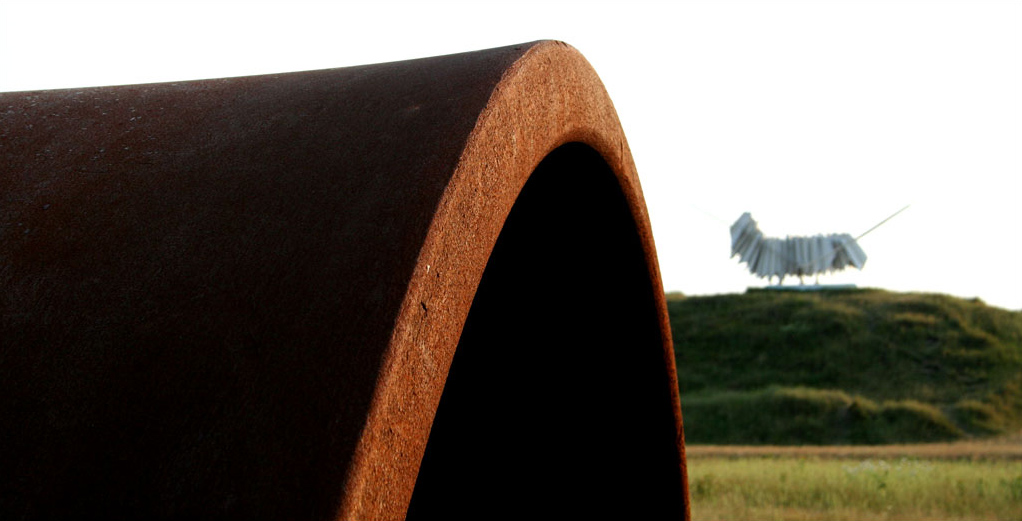
Skulpturparken Een Zee van Staal med White Rhythm av Robert Erskine i bakgrunden

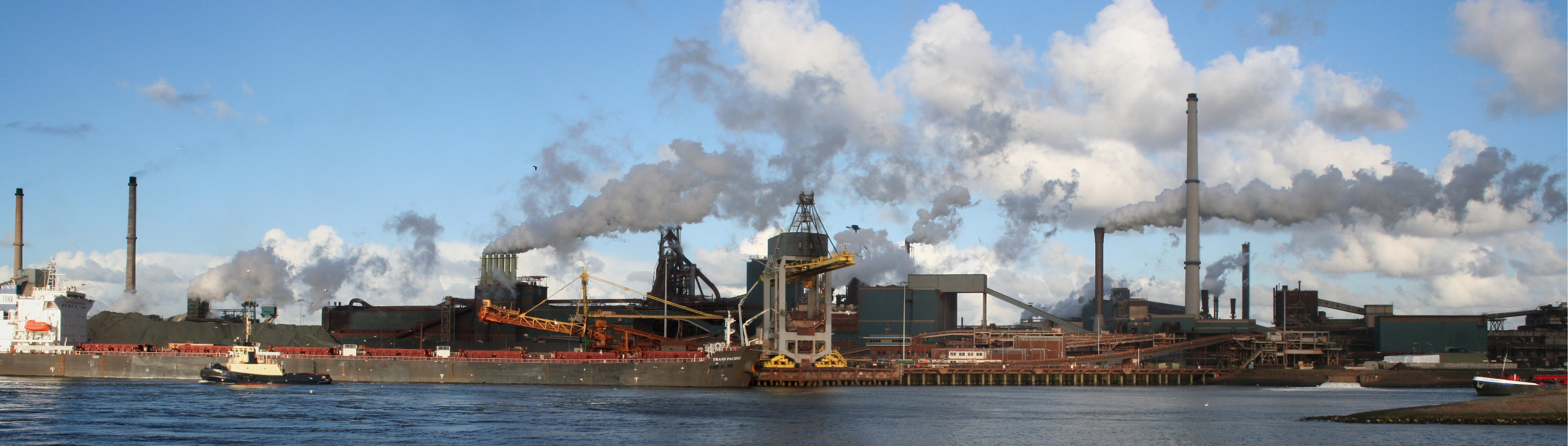
Stålverket i Ĳmuiden

Beeldenpark Een Zee van Staal (nederl. "Skulpturparken Ett hav av stål") är en skulpturpark i Wijk aan Zee i Beverwijk i Nederländerna. 
Skulpturparken ligger i ett dynområde vid Nordsjön och alluderar med sitt ståltema till det alldeles närbelägna stålverket i Ĳmuiden, tillhörigt Tata Steel Europe. Parken öppnades för allmänheten 1999, när[källa behövs] Wijk aan Zee utsåg sig själv till europeisk kultursmåstad. 

## Verk i urval
1. Nico Betjes: Utan titel
2. Luciano Dionisi: La Casa di Mare
3. Robert Erskine: White Rhythm[1] (1999)
4. Apostolos Fanakidis: Thalassa apo atsali (1999)
5. Colin Foster: Angel XXIX, Home and Tea (1999)
6. Karl-Heinz Langowsky: Die leeren Augen der Sprachlosigkeit (1999)
7. Herbert Nouwens: Skulpturgruppen Corus: Arie, Piet, Loes, Henk en Ludwig (2003)
8. José Rault: Au dela des Vagues (1999)
9. Mercedes Redondo och Antonio Sampredo: Esperanza (1999)
10. Paul Schabel: Insh'Allah (1999)
11. Jaak Soans: Playing Waves (1999)
12. Aleš Veselý: The Messenger (1999)
13. Rudi van de Wint: De Poort (2009)
14. Niko de Wit: Utan titel (2003)

## Bildgalleri

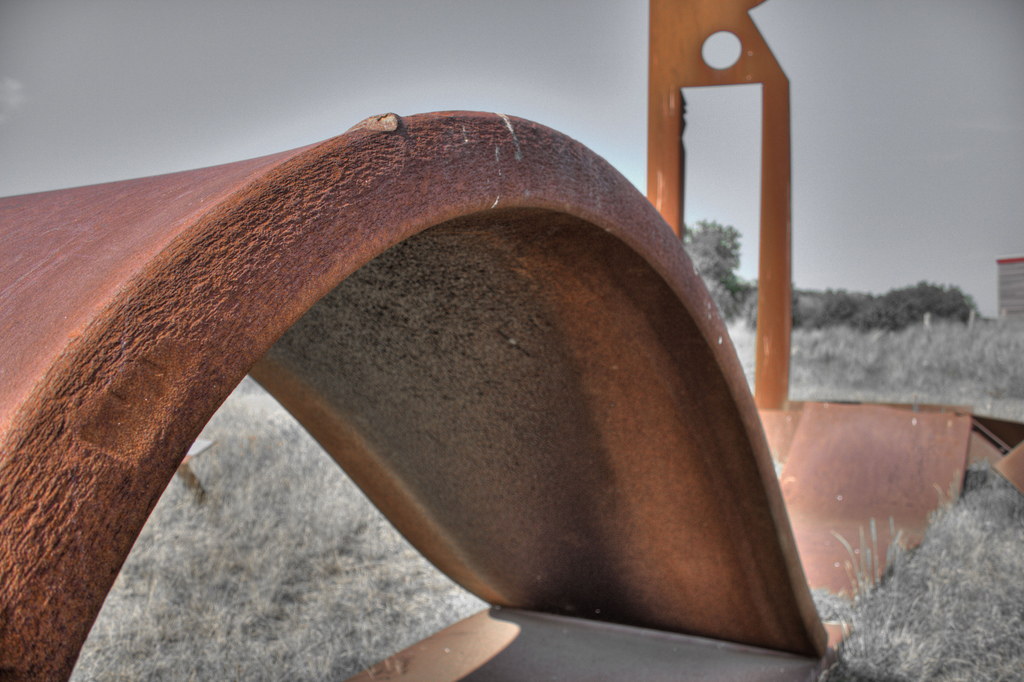
La Casa di Mare av Luciano Dionisi
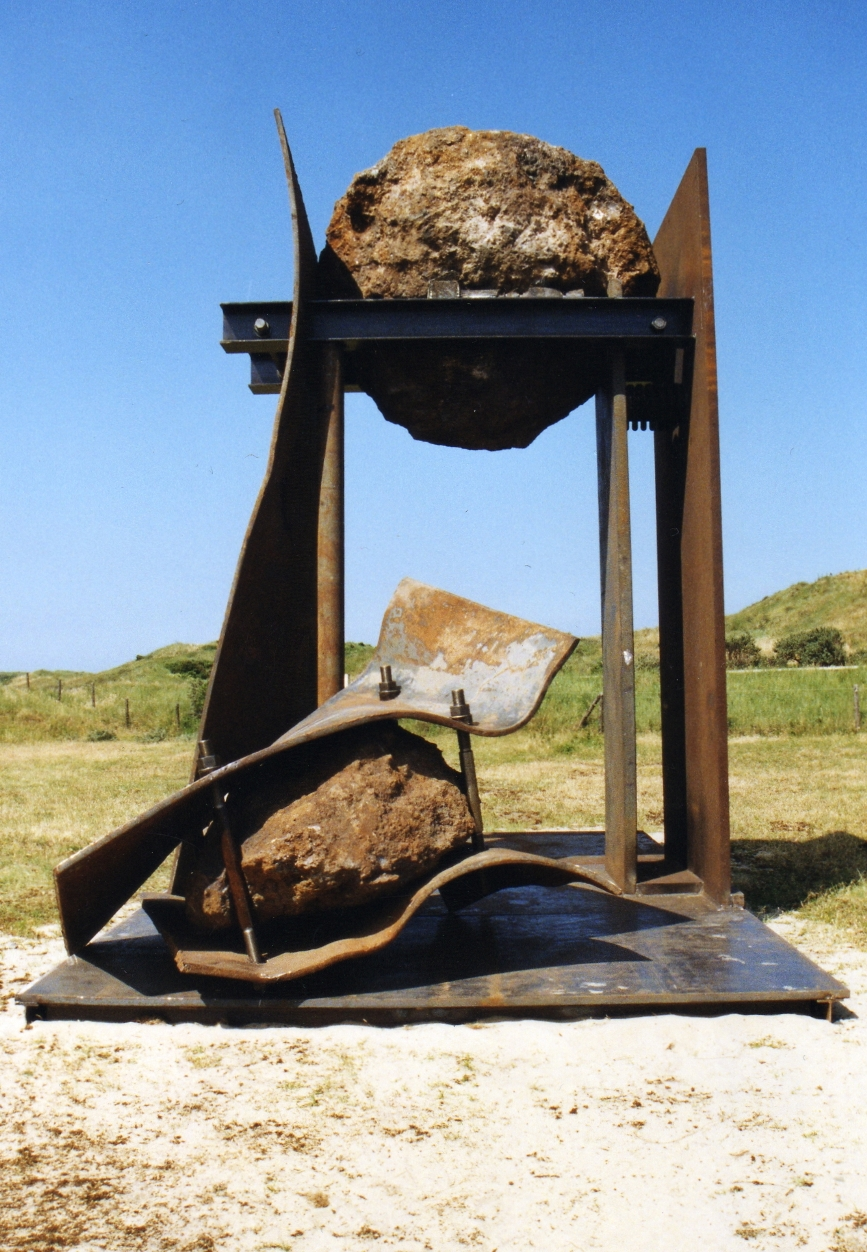
The Messenger av Aleš Veselý
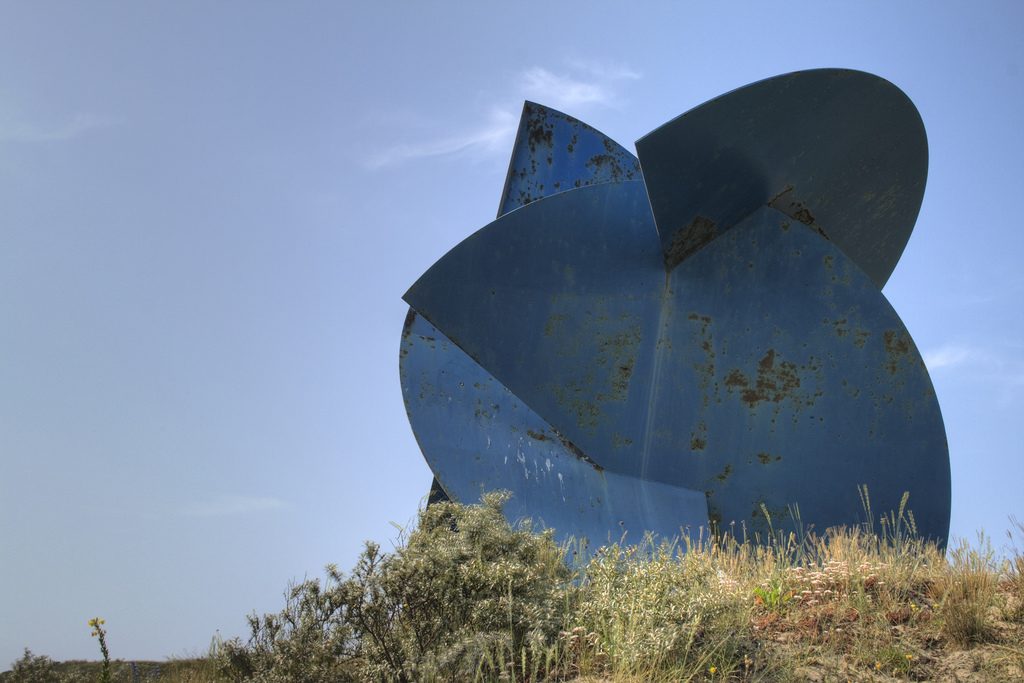
Playing Waves av Jaak Soans
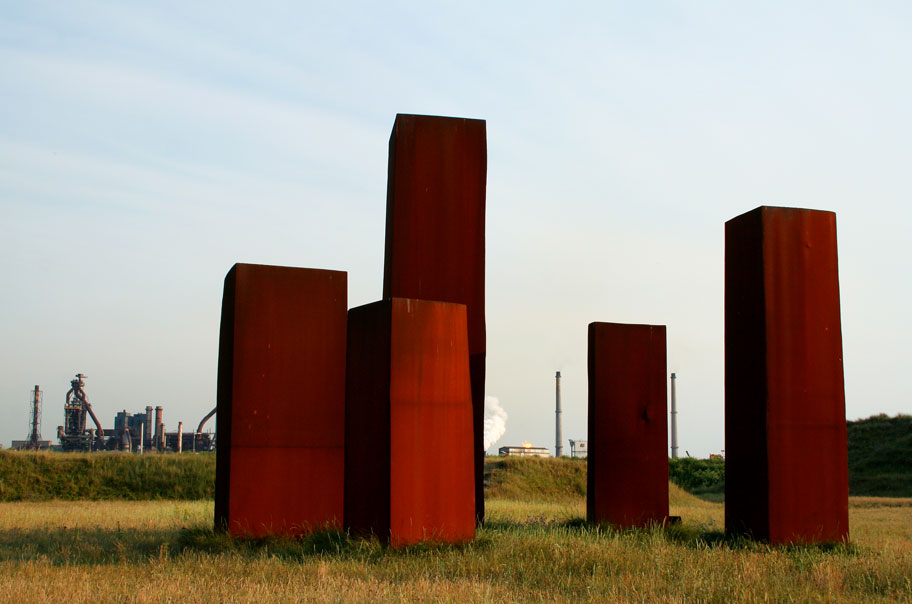
Skulpturgruppen Corus av Herbert Nouwens